# Burkilliodendron
Burkilliodendron é um gênero de Angiospermas com uma espécie pertencente a família Fabaceae. Sua única espécie: Burkilliodendron album, é originária da Malásia e Península de Malaca.